# Joe Pesci
Joseph Francesco DeLores Eliot (Joe) Pesci [uitspraak: 'pɛʃi ; 'pesjie] (Newark (New Jersey), 9 februari 1943) is een Amerikaans acteur, zanger en muzikant. Hij vertolkt regelmatig opvliegende maffiosi/schurken en is vooral bekend van zijn samenwerkingen met Robert De Niro en Martin Scorsese. Voor zijn bijrol als Tommy DeVito in de maffiafilm Goodfellas won hij in 1991 een Oscar.

## Biografie
Joe Pesci werd in 1943 in Newark (New Jersey) geboren als de zoon van Angelo Pesci en Maria Mesce. Zijn moeder, die afkomstig was uit Aquilonia, werkte deeltijds als kapster en zijn vader, die uit Turijn afkomstig was, werkte als fabrieksarbeider voor General Motors, als nachtarbeider voor Anheuser-Busch en als barman. Pesci groeide op in Belleville (New Jersey), waar hij studeerde aan Belleville High School.
Hij heeft een oudere broer en zus. Reeds als kind werd hij door zijn vader aangemoedigd om onder meer accordeon en gitaar te spelen en te zingen, tapdansen en acteren. Als vijfjarige speelde hij in New York mee in toneelstukken van dramaturg Eddie Dowling. Op tienjarige leeftijd had hij een vaste rol in het variétéprogramma Startime Kids, waarin hij zong en bekende entertainers imiteerde.
Als tiener raakte hij bevriend met zangers Frankie Valli en Tommy DeVito. Hij stelde de twee in 1959 voor aan singer-songwriter Bob Gaudio, wat later leidde tot de oprichting van de popgroep The Four Seasons.

## Carrière

### Beginjaren
In de jaren 1960 trad hij in de voetsporen van zijn moeder en ging hij aan de slag als kapper. Ondertussen probeerde hij door te breken als muzikant en zanger. Zo trad hij als gitarist op met onder meer Joey Dee & the Starliters. In 1968 bracht Pesci onder de artiestennaam Joe Ritchie zijn debuutalbum Little Joe Sure Can Sing! uit.
In de late jaren 1960 en begin jaren 1970 vormde hij samen met Frank Vincent het komisch duo Vincent and Pesci. De twee traden voornamelijk op in nachtclubs uit het noordelijk gedeelte van de staat New Jersey. Hun act werd beïnvloed door bekende komische duo's als Abbott & Costello en Martin & Lewis.

### Filmcarrière
In de jaren 1960 maakte Pesci met enkele figurantenrollen zijn debuut als acteur. In 1976 speelde hij samen met zijn partner Frank Vincent mee in de B-film The Death Collector. Omdat zijn acteercarrière niet echt van de grond kwam, besloot Pesci vervolgens om te stoppen met acteren en aan de slag te gaan als de manager van een restaurant in The Bronx.
The Death Collector werd door acteur Robert De Niro opgemerkt, waarna die samen met regisseur Martin Scorsese besloot om Pesci te casten in Raging Bull (1980), een biografische film over bokser Jake LaMotta. Pesci op zijn beurt ontdekte in een nachtclub in The Bronx de zeventienjarige Cathy Moriarty, die uiteindelijk gecast zou worden als de echtgenote van De Niro's hoofdpersonage. Ook Frank Vincent kreeg een rol in de film.
Pesci vertolkte in de film Joey LaMotta, de broer en manager van De Niro's hoofdpersonage. Zijn vertolking leverde hem zijn eerste Oscarnominatie op in de categorie voor beste mannelijke bijrol. Daarnaast werd hij ook bekroond met de BAFTA Award voor beste nieuwkomer.
In de daaropvolgende decennia werd Pesci regelmatig getypecast als maffioso. In Eureka (1983) vertolkte hij een maffiabaas die geïnspireerd was door Meyer Lansky en een jaar later speelde hij aan de zijde van De Niro ook mee in Sergio Leones maffiafilm Once Upon a Time in America (1984).
Begin jaren 1990 maakten Pesci, De Niro en Scorsese de misdaadfilm Goodfellas (1990). Pesci kroop voor de film in de huid van de opvliegende maffioso Tommy DeVito, een personage dat gedeeltelijk gebaseerd was op Tommy DeSimone. Voor zijn vertolking ontving Pesci de Oscar voor beste mannelijke bijrol.
Eind jaren '80 en begin jaren '90 had Pesci ook opvallende rollen in bekende films als Lethal Weapon 2 (1989), Home Alone (1990), JFK (1991), My Cousin Vinny (1992), Lethal Weapon 3 (1992) en Home Alone 2: Lost in New York (1992). In 1995 werkte hij met De Niro en Scorsese opnieuw samen, ditmaal aan de maffiafilm Casino, waarin hij opnieuw een bijrol als opvliegende maffioso vertolkte. 
In 1999 kondigde Pesci zijn pensioen aan. Vanaf dan kwam Pesci's filmcarrière op een laag pitje te staan en was hij nog slechts sporadisch te zien op het witte doek. Zo werkte hij met De Niro samen aan de spionagethriller The Good Shepherd (2006), waarin hij een oudere maffiabaas vertolkte die geïnspireerd was door maffiosi als Santo Trafficante jr. en Sam Giancana. Een decennium later kwam de inmiddels 75-jarige Pesci uit pensioen om maffiabaas Russell Bufalino te vertolkten in The Irishman (2019), zijn vierde samenwerking met Scorsese en De Niro. Voor de film werd hij net als de overige hoofdrolspelers met speciale effecten verjongd.

### Overige projecten
Midden jaren 1980 speelde Pesci de privédetective Rocky Nelson in de NBC-serie Half Nelson (1985). De reeks was geen succes en werd al na acht afleveringen geannuleerd. Enkele jaren later vertolkte hij de schurk in Michael Jacksons muziekfilm Moonwalker (1988). Pesci en de popster werden ook vrienden.
Eind jaren 1990 besloot Pesci om als acteur op pensioen te gaan en bracht hij met Vincent LaGuardia Gambini Sings Just for You zijn tweede muziekalbum uit. Op het album zingt en rapt Pesci als Vincent LaGuardia Gambini, zijn personage uit My Cousin Vinny. Het album, en vooral Pesci's rapnummer "Wise Guy", staat bekend als een grote flop.
Omstreeks 2011 stond Pesci op het punt mee te spelen in de maffiafilm Gotti (2018). Pesci kwam naar eigen zeggen zo'n 14 kg aan om in de film maffioso Angelo Ruggiero te kunnen vertolken. Toen de productie aansleepte en de opnames uitgesteld werden, begon hij een rechtszaak tegen het productieteam van de film. Hij eiste een schadevergoeding van drie miljoen dollar, het salaris dat hem beloofd was. De zaak eindigde in 2013 met een minnelijke schikking. Zijn rol ging uiteindelijk naar Pruitt Taylor Vince.
In 2011 speelde Pesci samen met Don Rickles een hoofdrol in een reclamespot van Snickers. De spot werd destijds tijdens de Super Bowl uitgezonden. In 2019 speelde hij ook mee in een reclamespot voor Google Assistant.

## Filmografie

### Film
| - Hey, Let's Twist (1961) - Out of It (1969) - The Death Collector (1976) - Short Eyes (1977) - Raging Bull (1980) - I'm Dancing as Fast as I Can (1982) - Dear Mr. Wonderful (1982) - Eureka (1983) - Easy Money (1983) - Once Upon a Time in America (1984) - Tutti dentro (1984) - Man on Fire (1987) - Moonwalker (1988) - Lethal Weapon 2 (1989) - The Legendary Life of Ernest Hemingway (1989) - Catchfire (1990) - Betsy's Wedding (1990) - Goodfellas (1990) - Home Alone (1990) |  | - The Super (1991) - JFK (1991) - My Cousin Vinny (1992) - Lethal Weapon 3 (1992) - The Public Eye (1992) - Home Alone 2: Lost in New York (1992) - A Bronx Tale (1993) - Jimmy Hollywood (1994) - With Honors (1994) - Casino (1995) - 8 Heads in a Duffel Bag (1997) - Gone Fishin' (1997) - Lethal Weapon 4 (1998) - The Good Shepherd (2006) - Love Ranch (2010) - A Warrior's Tail (2015) (stem) - The Irishman (2019) |

### Televisie (selectie)
- The Lucy Show (1966) (2 afleveringen)
- Half Nelson (1985) (tv-film)
- Half Nelson (1985) (6 afleveringen)
- Tales from the Crypt (1992)  (1 aflevering)
- All-Star 25th Birthday: Stars and Street Forever! (1994)